# 아드리안 스미스
아드리안 스미스(영어: Adrian Smith 에이드리언 스미스[*], 1957년 2월 27일 ~ )는 영국의 기타리스트로 아이언 메이든의 멤버로, 그는 곡을 쓰고 몇몇 트랙에서 라이브 백 보컬을 한다.
스미스는 런던에서 자랐고 15살에 록 음악에 관심을 갖게 되었다. 그는 곧 미래의 아이언 메이든 기타리스트 데이브 머레이와 우정을 쌓았고, 그는 그에게 기타를 차지하도록 영감을 주었다. 16세에 학교를 그만둔 후, 1980년에 그들이 해체할 때까지 그가 이끌었던 우르친이라는 밴드를 결성했다. 그는 1980년 11월에 데니스 스트랫턴을 대신하여 아이언 메이든에 합류했다. ASAP라는 단명 솔로 프로젝트에 이어 1990년 아이언 메이든을 떠나 싸이코 모텔이라는 그룹을 결성했다. 1997년, 싸이코 모텔은 보류되었고 그는 아이언 메이든의 보컬였던 브루스 디킨슨의 밴드에 가입했다. 스미스와 디킨슨은 1999년에 아이언 메이든으로 돌아왔고, 그 후 밴드는 새로운 성공을 거두었다. 스미스는 프라이멀 록 리벨리언이라고 불리는 현재의 부업 프로젝트를 가지고 있다.

## 개인 생활
아드리안 스미스는 해크니 병원에서 태어나 어릴 적 친구이자 현재 밴드 동료인 데이브 머레이로부터 몇 거리 떨어진 곳에서 자랐다. 아버지가 호머튼 출신의 화가이자 장식가인 스미스는 형 패트릭과 여동생 캐슬린과 함께 세 사람 중 막내였다. 어렸을 때, 그는 음악에 빠지면 축구에 대한 관심을 잃지만 "맨유 광팬"이었다.
여가에, 스미스는 열렬한 낚시꾼으로, 그가 여행 중에 "벌레와 구더기"를 가지고 다녔고, 2009년 8월 25일자 《앵글러 메일》의 앞 표지에 실렸다고 폭로했다. 1988년 10월 21일부터, 그는 현재 암 인식/환자 권리 단체인 《메이든 플라이트》에서 일하는 캐나다인 아내 나탈리 더프렌스미스와 결혼했으며, 이 부부는 딜런, 나타샤, 브리트니, 세 아이를 두었으며, 이들은 마지막으로 전문 영화 제작 보조원으로 일하고 있다.
2020년 4월, ironmaiden.com은 《Monsters of River and Rock》이라는 제목의 스미스의 자서전이 2020년 9월에 출간될 것이라고 발표했다. 이 책은 주로 스미스의 낚시에 대한 애정을 자세히 다루고 있으며, 아이언 메이든과 함께 투어하고 녹음하면서 수십 년 동안 취미생활을 해온 일화를 다루고 있다. 스미스는 그의 책의 약 70%가 낚시에 집중되었고 나머지 내용들은 그의 음악 경력에 대해 논의했다고 말했다. 이 출판물에 대한 리뷰에서, 메탈톡은 이 책을 "록 전기들 중 최고의 작품"이라고 묘사했다.

## 음반 목록

### 아이언 메이든
- Killers (1981년)
- The Number of the Beast (1982년)
- Piece of Mind (1983년)
- Powerslave (1984년)
- Somewhere in Time (1986년)
- Seventh Son of a Seventh Son (1988년)
- Brave New World (2000년)
- Dance of Death (2003년)
- A Matter of Life and Death (2006년)
- The Final Frontier (2010년)
- The Book of Souls (2015년)
- Senjutsu (2021년)

### 브루스 디킨슨
- Accident of Birth (1997년)
- The Chemical Wedding (1998년)